# Guillaume Margue
Pour les articles homonymes, voir Margue.
Guillaume-Léon Margue est un homme politique français né le 14 juillet 1828 à Salornay-sur-Guye, où il est mort le 13 septembre 1888. Il fut député de 1876 à 1885.

## Biographie
Fils d'un ancien notaire devenu juge de paix, il étudia le droit et s'inscrivit au barreau de Mâcon. Républicain, il fit de l’opposition au Second Empire, plaida avec un certain talent plusieurs procès politiques dans le département du Rhône, puis s’associa 
à toutes les campagnes de l’opposition à Napoléon III, et fut interné à Paris après le coup d'État du 2 décembre 1851.
Secrétaire d'Alexandre Dumas de 1858 à 1860, il collabora au journal l’Alliance républicaine de Saône-et-Loire, et se présenta, comme candidat indépendant au Corps législatif, le 24 mai 1869, dans la 5e circonscription de Saône-et-Loire, qui ne lui donna que 1 897 voix, contre 12 893 au candidat officiel élu, Lacroix, 3 199 à Ballard, 2 402 à Boysset et 1 434 à André. Le 8 février 1871, il obtint encore, comme candidat à l'Assemblée nationale, 47 594 voix, sans être élu.
Conseiller général du canton de Cluny (1873-1880), il se présenta de nouveau aux élections législatives du 20 février 1876, et fut élu député de la 1re circonscription de Mâcon, par 10 803 voix (13 625 votants, 17 630 inscrits). Il siégea à gauche, parmi les radicaux, vota pour la proposition d'amnistie plénière de François-Vincent Raspail et, après qu'elle eut été repoussée, en émit une autre, différente dans les termes, mais à peu près équivalente sur fond, et qui connut le même sort. Adversaire du gouvernement du Seize-Mai, il fut l'un des signataires du manifeste des 363. Réélu comme tel, le 14 octobre 1877, par 11 127 voix (14 169 votants, 17 689 inscrits), il se rapprocha de la majorité modérée, et appuya les ministères républicains de la législature. Il vota pour l'article 7, pour l'amnistie, pour l'invalidation de l'élection d'Auguste Blanqui, pour les lois nouvelles sur la presse et le droit de réunion, etc.
Il prit part à un grand nombre de discussions parlementaires, mais un certain renom lui vint surtout d'un bruyant incident de séance. On l'entendit distinctement un jour, au milieu d'un tumulte soulevé par plusieurs députés de la droite, traduire à haute voix son impression par un mot, un seul, celui qu'avait déjà illustré le général Cambronne. Ce mot ne nuisit pas à sa fortune politique. Réélu député, le 21 août 1881, par 9 740 voix (10 697 votants, 17 780 inscrits), il fut nommé, lors de la constitution du cabinet Gambetta (14 novembre 1881), sous-secrétaire d'État au ministère de l'Intérieur. Il s'associa aux actes du chef de l’Opportunisme, quitta les affaires avec lui le 29 janvier 1882, se prononça contre le ministère Freycinet, revint au pouvoir comme sous-secrétaire d'État à l'Intérieur sous le ministère Jules Ferry (du 21 février 1883 au mois de mai 1884), prit encore quelquefois la parole, vota tantôt avec l’Union républicaine, tantôt avec la gauche radicale, et, porté, le 4 octobre 1885, sur la liste opportuniste de Saône-et-Loire, échoua avec 31 527 voix (135 611 votants, 174 124 inscrits). Il se désista au second tour, et fut nommé conseiller à la cour de Paris.

Au lendemain de sa mort, Le Figaro écrivit :

« M. Margue n'était pas un adversaire terrible, bien que son profil aigu lui donnât un faux air de Robespierre. Cependant, avocat de terroir, imprégné du jus de Thorins, à l'accent coloré comme le vin de Fleury, il avait du tempérament et de la fougue ; sa verve bourguignonne, qui n'était certes pas de première cuvée, avait du ton néanmoins, et un reflet rubicond accentué. Ajoutons que comme orateur il n'était pas sans talent, bien que sa fameuse charge de Waterloo ait pu faire croire qu'il ne connaissait qu'un mot dans toute la langue française. »

Il était le beau-frère du critique Henri de Lapommeraye.

## Sources
- « Guillaume Margue », dans Adolphe Robert et Gaston Cougny, Dictionnaire des parlementaires français, Edgar Bourloton, 1889-1891 [détail de l’édition]